# José Tomás de Menezes
José Tomás de Meneses (Capitania de Minas Gerais, 1782 - Rio de Janeiro, 1819) foi um político brasileiro. Era filho de Rodrigo José António de Meneses, capitão-general da Capitania de Minas Gerais. O inconfidente Inácio José de Alvarenga Peixoto escreveu o Canto genetlíaco de 1782 no qual, dentro outras coisas, exalta seu nascimento naquele ano. Entre 1809 e 1811, foi governador-geral de Capitania do Maranhão. Depois, foi ao Rio de Janeiro, onde serviu como estribeiro-mor da princesa Carlota Joaquina.